# 5695 Remillieux
5695 Remillieux è un asteroide della fascia principale. Scoperto nel 1960, presenta un'orbita caratterizzata da un semiasse maggiore pari a 2,6474300 UA e da un'eccentricità di 0,1374736, inclinata di 12,70323° rispetto all'eclittica.